# Hypocrita ambigua
Hypocrita ambigua là một loài bướm đêm thuộc phân họ Arctiinae, họ Erebidae.